# Jacques Decrion
Jacques Decrion, né à Besançon le 18 novembre 1961, est un ancien coureur cycliste professionnel français, actif de 1985 à 1990, reconverti comme entraîneur.

## Biographie
Il travaille dans le magasin d'électro-ménager de Jean de Gribaldy à Besançon quand il commence à obtenir des résultats chez les amateurs en 1984 (4e de la Route de France) convaincant alors ce dernier de lui offrir un contrat professionnel en 1985.
Chez les professionnels, il ne remporte pas de victoires significatives. Il obtient une belle 2e place lors de la 6e étape de Paris-Nice 1987 derrière Jean-Claude Bagot.
À partir de 1988, il se met au service de Laurent Fignon  dans l'équipe Système U. Il fait partie de la campagne victorieuse du francilien lors du Tour d'Italie 1989 mais n'est pas sélectionné pour le Tour de France qui voit l'affrontement de son leader avec Greg LeMond.  
Non conservé chez Système U, il termine sa carrière par une saison en Espagne dans l'équipe BH-Amaya-Seguros.
Après sa carrière de coureur, il travaille un temps pour Amaury Sport Organisation. Il devient entraîneur dans l'équipe de la Française des Jeux en fin d'année 2005. En 2015, il accompagne Nacer Bouhanni et Geoffrey Soupe chez Cofidis. Il reste dans l'équipe jusqu'à la fin de la saison 2019 où il est licencié, en parallèle du départ de Nacer Bouhanni. Le manager Cédric Vasseur considère que Decrion est en cause dans les mauvais résultats de Bouhanni sur ses deux dernières saisons. Le conseil des prud'hommes considère en juillet 2021 ce licenciement comme abusif.

## Palmarès sur route
- 1984
  - Critérium du Printemps
- 1986
  - 1re étape du Prix de l'Amitié
  - 2e du Trophée des grimpeurs
  - 3e du Prix de l'Amitié
  - 5e de Bordeaux-Paris
  - 7e du Tour de la Communauté européenne
- 1987
  - 1re étape du Prix de l'Amitié
  - 2e du Prix de l'Amitié
- 1988
  - 3e du Tour du Poitou-Charentes
  - 3e du Tour de Luxembourg
  - 8e du Rund um den Henninger Turm
- 1989
  - 9e de la Flèche wallonne

## Résultats sur les grands tours

### Tour de France
1 participation
- 1988 : 72e

### Tour d'Italie
2 participations
- 1985 : 46e
- 1989 : 47e

### Tour d'Espagne
3 participations 
- 1986 : abandon (6e étape)
- 1987 : abandon (19e étape)
- 1990 : abandon (14e étape)

## Palmarès sur piste

### Championnats de France
- 1986
  -  Champion de France de demi-fond